# Каниаписко (водохранилище)
Каниаписко́ — водохранилище, образованное плотиной на реке Каниаписко. Расположено на территории канадской провинции Квебек.
Площадь водохранилища 4318 км². Объём воды — 34 км³. Высота над уровнем моря — 535 м.
Это водохранилище — одно из крупнейших искусственных озёр в мире по площади зеркала (4318 км²). Является самым крупным водохранилищем Квебека, второе по величине в Канаде. Общая площадь водосбора составляет около 36800 км². Оно находится в зоне прерывистой мерзлоты. До 1984 года на месте водохранилища существовало одноимённое озеро, размер которого был в 9 раз меньше. Водохранилище создано в рамках осуществления проекта Залив Джеймс. Заполнение осуществлялось с 1981 по 1984 год.